# Niels
| Drenge- | Drenge-   | Pige- | Pige-    | Efter- | Efter-      |
| ------- | --------- | ----- | -------- | ------ | ----------- |
| 1       | Peter     | 1     | Anne     | 1      | Nielsen     |
| 2       | Michael   | 2     | Mette    | 2      | Jensen      |
| 3       | Lars      | 3     | Kirsten  | 3      | Hansen      |
| 4       | Jens      | 4     | Hanne    | 4      | Andersen    |
| 5       | Thomas    | 5     | Anna     | 5      | Pedersen    |
| 6       | Henrik    | 6     | Helle    | 6      | Christensen |
| 7       | Søren     | 7     | Maria    | 7      | Larsen      |
| 8       | Christian | 8     | Susanne  | 8      | Sørensen    |
| 9       | Martin    | 9     | Lene     | 9      | Rasmussen   |
| 10      | Jan       | 10    | Marianne | 10     | Jørgensen   |

Niels er et drengenavn og en nordisk kortform af navnet Nikolaus, som har græsk oprindelse. Nikolaus er sammensat af ordene Nike ("sejr") og laos ("folk").
Pr. 1. januar 2010 var der 41.386 danskere med fornavnet Niels. I 2008 var der 69, der fik navnet Niels.
Lignende stavemåder af navnet er: Nils (2.347 personer) og Nels (151 personer).

## Kendte personer med navnet
- Niels af Danmark, dansk konge.
- Niels den Hellige, lokalhelgen i Aarhus.
- Niels Henrik Abel, norsk matematiker.
- Niels Viggo Bentzon, dansk komponist, pianist, og organist.
- Nils Bernstein, dansk nationalbankdirektør.
- Niels Bohr, dansk atomfysiker.
- Niels Lan Doky, dansk pianist.
- Niels Ebbesen, dansk adelsmand og nationalhelt.
- Niels Ellegaard, dansk skuespiller.
- Niels Ryberg Finsen, dansk-færøsk læge og modtager af Nobelprisen i medicin.
- Niels W. Gade, dansk komponist og dirigent.
- Niels Gråbøl, dansk filminstruktør.
- Niels Nørløv Hansen, dansk filminstruktør.
- Niels Hausgaard, dansk sanger, sangskriver og satiriker.
- Niels Hemmingsen, dansk teolog.
- Nils Henriksen, dansk rockguitarist og pladeproducer.
- Niels Hinrichsen, dansk skuespiller.
- Niels-Christian Holmstrøm, dansk fodboldspiller, -træner og sportsdirektør.
- Niels Højlund, dansk forfatter og samfundsdebattør.
- Niels K. Jerne, engelsk-dansk immunologist og modtager af Nobelprisen i fysiologi eller medicin.
- Niels Juel, dansk-norsk officer.
- Niels-Jørgen Kaiser, dansk direktør.
- Niels Kjærbølling, dansk grundlægger (Zoo).
- Niels Anker Kofoed, dansk politiker.
- Nils Lofgren, amerikansk musiker.
- Nils Malmros, dansk filminstruktør.
- Niels Christian Meyer, dansk tv-vært (kendt som Bubber).
- Niels I. Meyer, dansk fysiker, politiker og samfundsdebattør.
- Nils Middelboe, dansk fodboldspiller.
- Niels E. Nielsen, dansk forfatter.
- Niels Olsen, dansk skuespiller.
- Niels Olsen, dansk musiker.
- Niels Arden Oplev, dansk filminstruktør.
- Niels-Henning Ørsted Pedersen, dansk bassist.
- Niels Helveg Petersen, dansk politiker.
- Niels Ramberg, dansk bordtennisspiller og advokat.
- Niels Skousen, dansk musiker og skuespiller.
- Niels Jørgen Steen, dansk pianist og orkesterleder.
- Niels Stensen, dansk anatom og geolog.
- Niels Anders Thorn, dansk skuespiller.
- Niels Vigild, dansk skuespiller.
- Nils Wilhjelm, dansk politiker.

## Navnet anvendt i fiktion
- Niels Klims underjordiske Rejse er en roman fra 1741 af Ludvig Holberg.
- Niels Lyhne er en roman fra 1880 af J.P. Jacobsen.
- Nils Holgersens forunderlige rejse gennem Sverige er en børnebog fra 1907 skrevet af Selma Lagerlöf.
- Niels Pind og hans dreng er en dansk film fra 1941 instrueret af Axel Frische og Lau Lauritzen jun.

## Andre anvendelser
- Niels Brock er den korte betegnelse for Niels Brock Copenhagen Business College, som er en stor uddannelsesinstitution i København.
- Niels Bohr Instituttet er betegnelsen for Københavns Universitets Institut for Teoretisk Fysik, der er opkaldt efter Niels Bohr.
- Niels Steensens Gymnasium er en katolsk skole i København, opkaldt efter Niels Stensen.
- Niels Finsens gøta er navnet på Tórshavns gågade, opkaldt efter Niels Finsen.